# Olivův pivovar
Olivův pivovar je český minipivovar, který vznikl v červnu 2015 v Dolních Břežanech nedaleko Prahy. Ovšem první zmínky o vaření piva v obci sahají až do roku 1573. V 60. letech 20. století došlo k demolici pivovarské budovy. V současné době pivovar nabízí několik druhů piv a řadí se spíš do kategorie minipivovarů.

## Druhy piv
| Název             |                                  |                 | alk. % | % Plato | Kalorie          |
| Dolnobřežanská 10 | Výčepní pivo, světlé             | spodně kvašené  | 4,2    | 10      | 159,3 kJ/100ml   |
| Gari              | Plné pivo, světlé, pšeničné      | svrchně kvašené | 4,6    | 11      | 149,26 kJ/100 ml |
| OTTO Gose         | Plné pivo, světlé, pšeničné      | svrchně kvašené | 4,9    | 11      | 177,97 kJ/100ml  |
| Metuzalem Altbier | Plné pivo, polotmavé             | svrchně kvašené | 4,1    | 11      | 179,15 kJ/ 100ml |
| Laser beer        | Ležák světlý                     | spodně kvašené  | 4,8    | 12      | 183,52 kJ/100ml  |
| Virgil            | Ležák světlý za studena chmelený | spodně kvašené  | 4,8    | 12      | 176,98 kJ/100ml  |
| Kníže Václav      | Silné pivo, polotmavé            | spodně kvašené  | 5,1    | 13      | 195,46 kJ/100ml  |
| YORK Ale          | Silné pivo, polotmavé            | svrchně kvašené | 5,1    | 13      | 180,26 kJ/100ml  |
| Theodor Stout     | Silné pivo,tmavé                 | svrchně kvašené | 5,3    | 13      | 197,92 kJ/100ml  |
| IPA               | Silné pivo,polotmavé             | svrchně kvašené | 6,1    | 14      | 224,7 kJ/100ml   |
| Saison            | Silné pivo,polotmavé             | svrchně kvašené | 6,2    | 16      | 258,8 kJ/100ml   |
| Aleman Bock       | Silné pivo,polotmavé             | svrchně kvašené | 5,7    | 16      | 211,72 kJ/100ml  |
| Chvástal Bragott  | Silné pivo medové                | svrchně kvašené | 5,5    | 13      | 242,5 kJ/100ml   |

## Prodej
- Výčep
- KEG sudy 10l, 15l, 30l, 50l. Narážecí hlava Flach (žehlička)
- PET lahve 1l
- Skleněné lahve o obsahu 330 ml
- Plechovky 500 ml
- Párty soudek 5l
- Supermarkety Praha
- Kaufland - Kolbenova 1141/35, V Třešňovce 232/2, U Plynárny 1432/64, Lhotecká 2109/2D, Pod hranicí 1304/17, Pod Paťankou 2743/1b, Bělohorská 2426/205, Střelničná 2270/46, Voctářova 2401/8, Hornoměcholupská 763/123, K Dálnici
- Globus - Zličín, Čakovice, Černý most
- Albert - Tuklatská 2104, Topolová 2915/16, Arkalycká 757/6, Cíglerova 1139, nám. Osvoboditelů 1372, Veronské nám. 403, Elišky Přemyslovny 1269, Nákupní 389/1, Roztylská 2321/19, Švehlova1391/32, Barákova 237/8 - Říčany, Krejnická 2021, Leopoldova 1683, Goyova 2239, Českobrodská 733, Freiwaldova 627/1

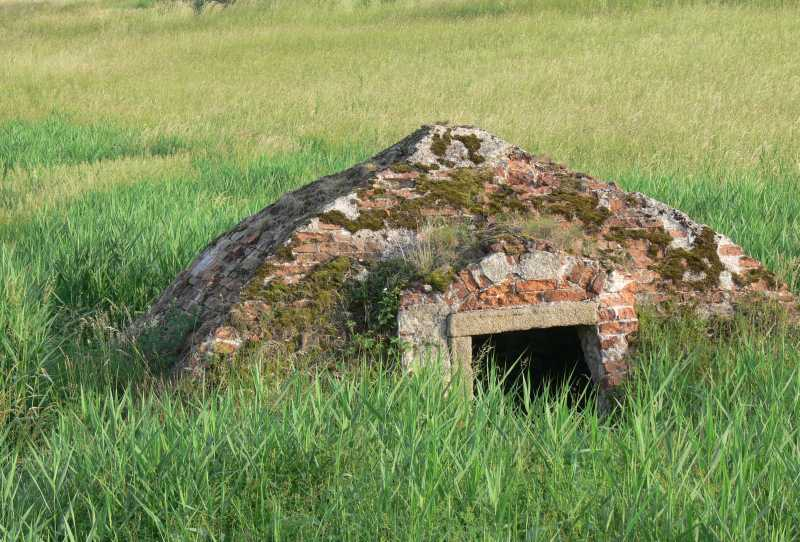
Pivovarský vodojem při silnici II/101

## Ubytování
8 dvoulůžkových pokojů
výtah, bezbariérový přístup, Wifi, požární hlásiče, objekt napojen na pult centrální ochrany
Pivní lázně.